# مارکتا بدناژووا
مارکتا بدناژووا (چکی: Markéta Bednářová؛ زادهٔ ۱۷ آوریل ۱۹۸۱) بازیکن بسکتبال زن اهل جمهوری چک است. وی در بازی‌های المپیک تابستانی ۲۰۰۸ شرکت کرده‌است.